# کانتوکو
کانتوکو (به ژاپنی: 寛徳 Kantoku)؛ نام یک عصر تاریخی ژاپنی (نِنگُو) بود. این عصر بعد از چوکیو و قبل از ایشو (دوره هی‌آن) قرار داشت و از نوامبر ۱۰۴۴ تا آوریل ۱۰۴۶ میلادی به طول انجامید. در طی این عصر امپراتور گو-سوزاکو و امپراتور گو-ریزی امپراتور ژاپن بودند.